# Fahnenbarsche
Die Fahnenbarsche (Anthiadidae) sind eine mit fast 230 Arten in tropischen und subtropischen Meeren vorkommende Familie der Barschartigen (Perciformes). Die meisten Arten der Familie sind ausgesprochen farbenprächtig.

## Verbreitung, Lebensraum und Lebensweise
Die meisten Fahnenbarscharten kommen im Indopazifik vor, einige leben auch im Atlantik, Anthias anthias kommt auch im Mittelmeer vor. Meist leben Fahnenbarsche in großen Schwärmen mit hunderten bis tausenden Exemplaren an der Außenseite der Korallenriffe und ernähren sich von tierischem Plankton. Arten mit einer geringen Anzahl von Kiemenrechen, wie Acanthistius sp., Hypoplectrodes semicinctum, Trachypoma macracanthus und die meisten Plectranthias-Arten sind eher einzelgängerisch, meiden das offene Wasser und ernähren sich vor allem von größerer Beute, wie Krebstieren und kleinen Fischen. Viele Fahnenbarscharten sind in den Riffen außerordentlich häufig und stellen dort zahlenmäßig einen wesentlichen Anteil der Fischfauna. Zu ihren Fressfeinden zählen Zackenbarsche, Skorpionfische und Muränen. Bei Gefahr suchen Fahnenbarsche Schutz zwischen den Korallen.

## Merkmale

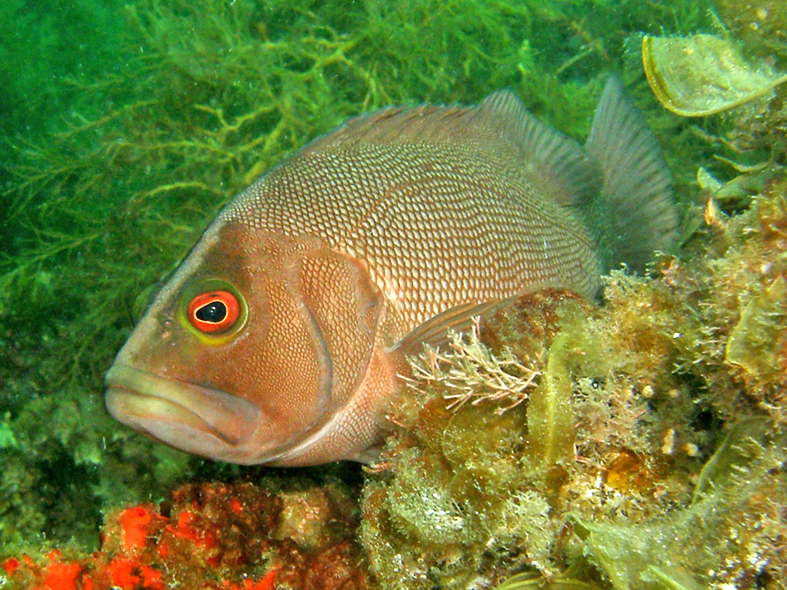
Epinephelides armatus

Fahnenbarsche sind äußerlich sehr divers. Viele Arten sind von eher zarter Gestalt, ähnlich den Riffbarschen der Gattung Chromis, andere ähneln den Sägebarschen (Serranidae) oder gar den robusten Zackenbarschen (z. B. Epinephelides armatus). Die meisten Arten erreichen Längen von zehn bis zwanzig Zentimetern (55 cm bei Caprodon longimanus). Ihr Körper ist meist spindelförmig und seitlich abgeflacht, es gibt jedoch auch sehr hochrückige Arten. Die Rückenflosse ist durchgehend und lang, die Schwanzflosse bei vielen Arten tief gegabelt und/oder am oberen und unteren Rand filamentartig verlängert. Männchen und Weibchen der sehr bunten, rot, orange oder violetten Arten sind oft sehr unterschiedlich gefärbt und zeigen damit einen ausgeprägten Geschlechtsdimorphismus. Einige Arten wechseln während der Paarung die Farbe.
Die Rückenflosse wird von 10 bis 13 Hart- und 13 bis 16 Weichstrahlen gestützt. Bei der Afterflosse sind es 6 bis 9 Hart- und 13 bis 16 Weichstrahlen. Die Schwanzflosse wird von 15 bis 17 verzweigten Hauptflossenstrahlen gestützt, die Bauchflossen von einem Stachel und fünf Weichstrahlen. Die Maxillare ist bei den meisten Arten beschuppt. Am Ende des Kiemendeckels sind drei Stacheln ausgebildet von denen der mittlere am deutlichsten entwickelt ist. Die Anzahl der Branchiostegalstrahlen liegt bei sieben. Rippen sind nur an den Wirbeln 3 bis 10, in seltenen Fällen auch an der elften Rippe ausgebildet.

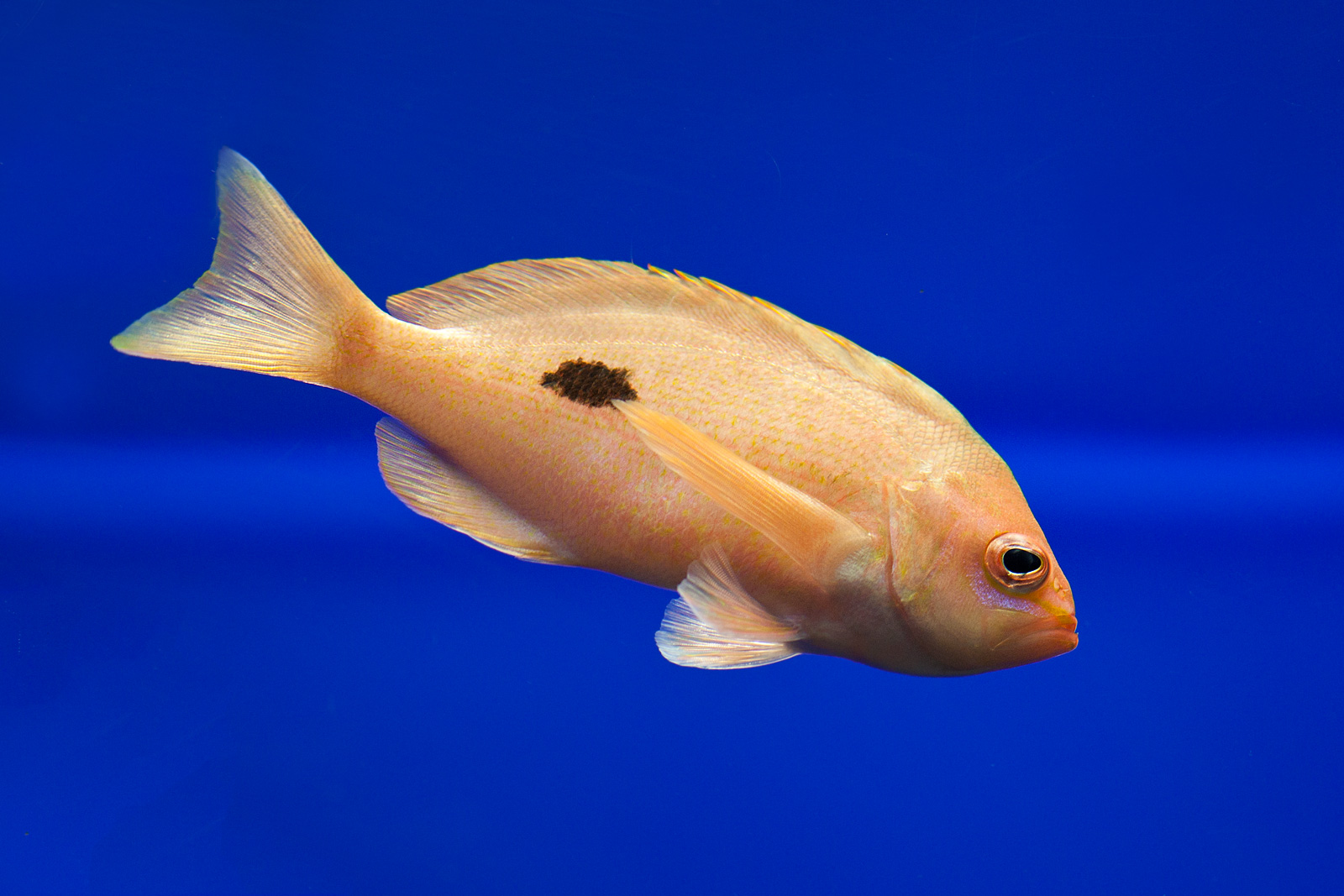
Caesioperca lepidoptera

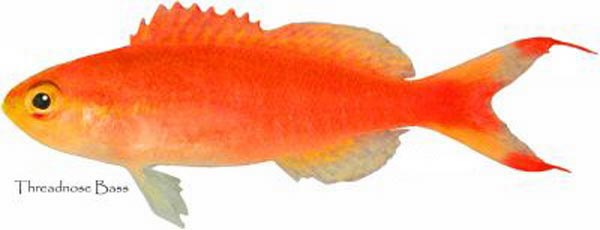
Choranthias tenuis

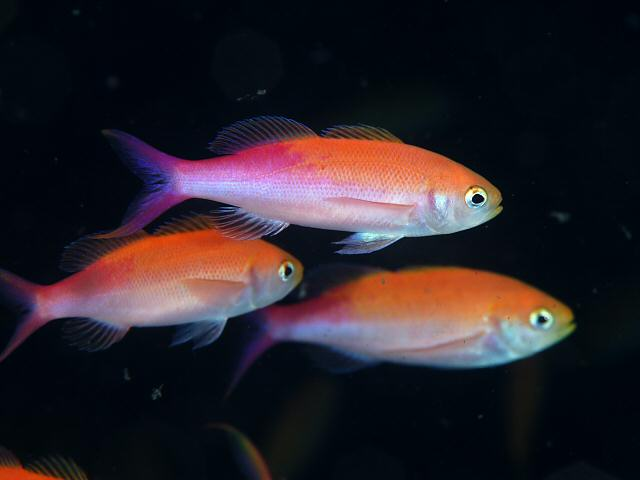
Luzonichthys waitei

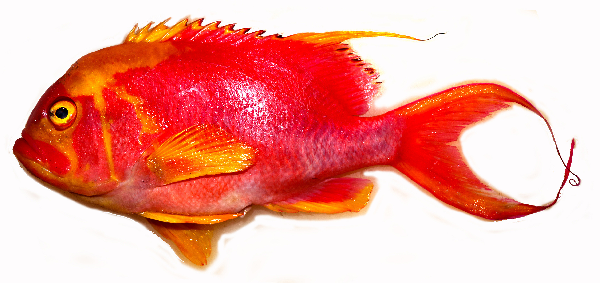
Meganthias filiferus

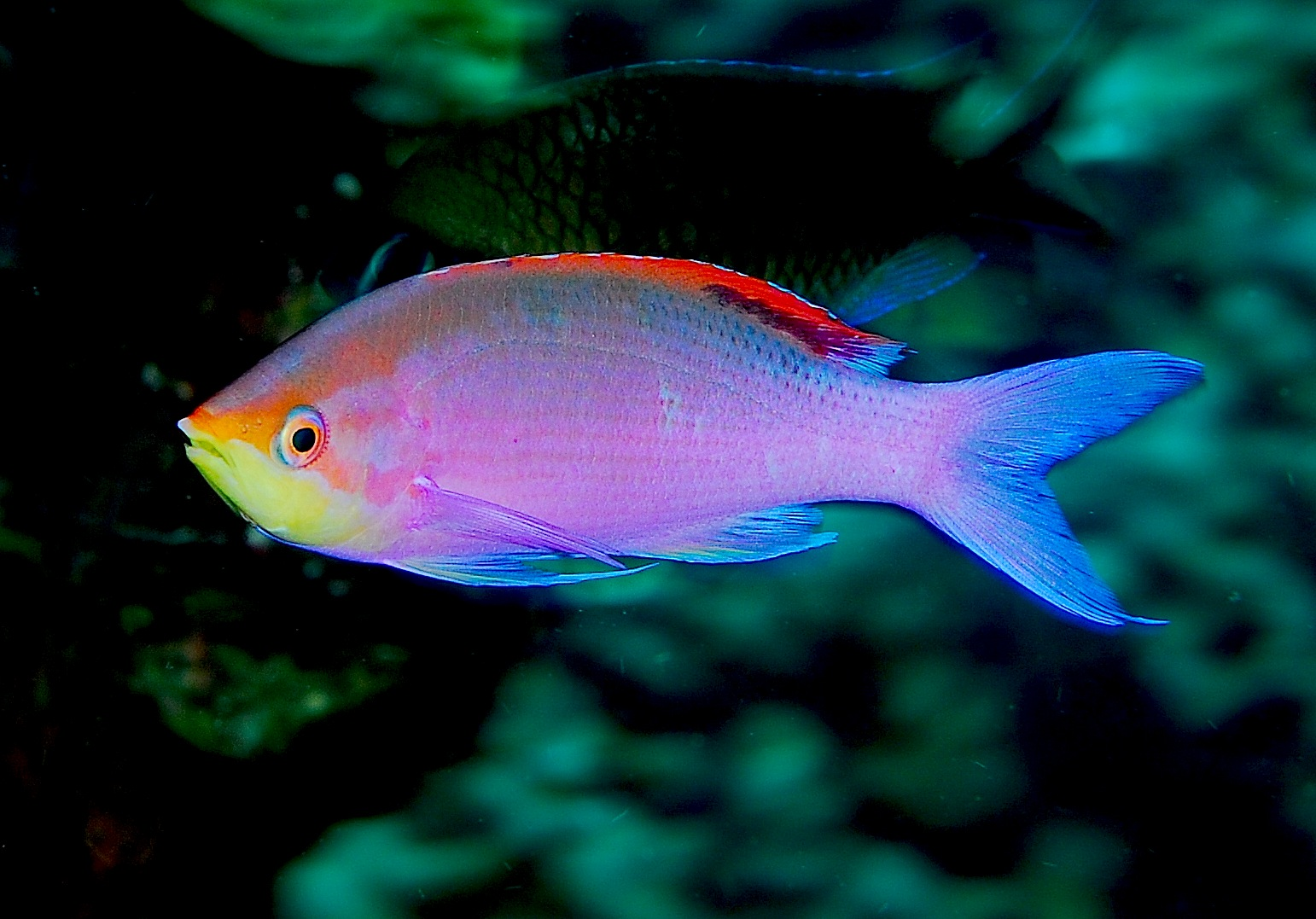
Mirolabrichthys tuka

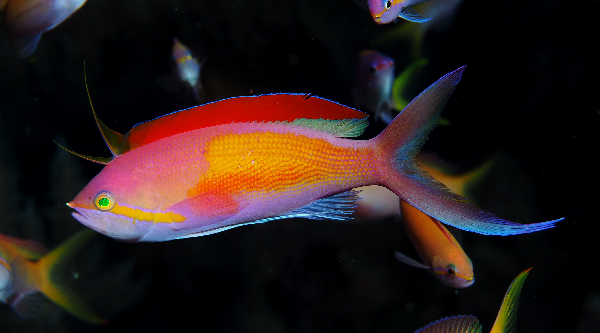
Nemanthias carberryi

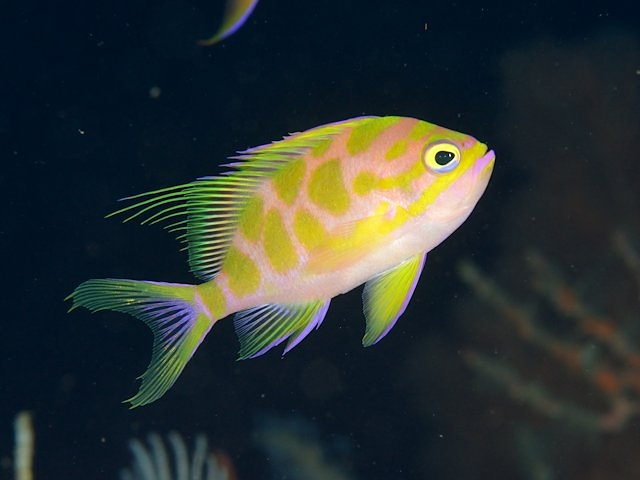
Odontanthias borbonius

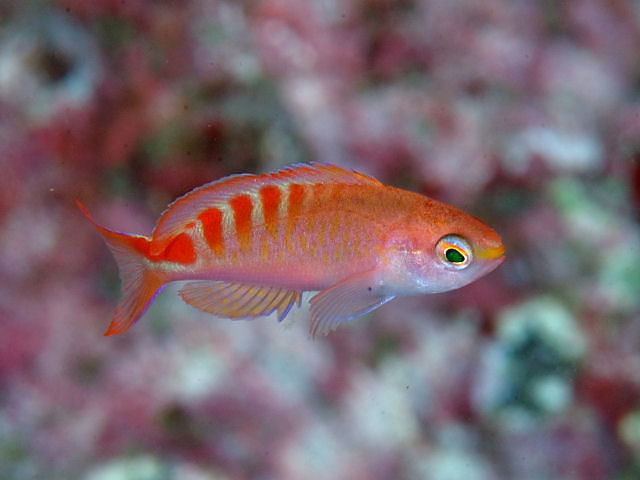
Pyronotanthias lori

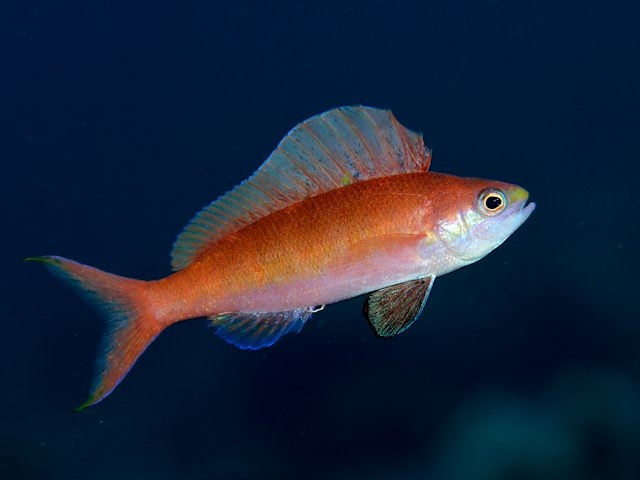
Rabaulichthys suzukii

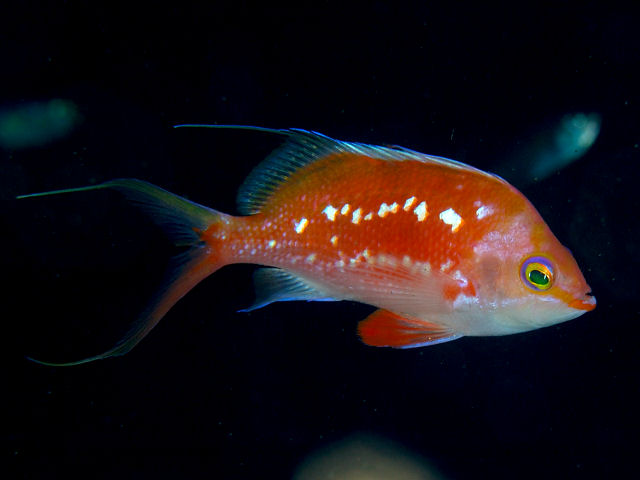
Sacura margaritacea

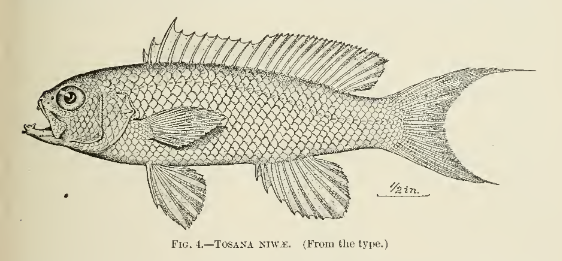
Tosana niwae

Von den Sägebarschen (Serranidae) werden die Fahnenbarsche durch ihre vielen Wirbel (26 bis 28) und das Fehlen einer Zahnplatte auf der zweiten Epibranchiale (ein Knochen des Kiemenbogens) abgegrenzt.

## Geschlechtsumwandlung
Mit Ausnahme von Epinephelides armatus, Othos dentex und möglicherweise Lepidoperca aurantia sind wahrscheinlich alle Fahnenbarsche proterogyne Hermaphroditen. Werden Jungfische geschlechtsreif, so nehmen sie zunächst das weibliche Geschlecht an. In jedem Schwarm stellen die Weibchen immer die überwältigende Mehrheit der Tiere. Oft kommen auf ein Männchen etwa 50 Weibchen. Durch „soziale Unterdrückung“ hindern die dominierenden Männchen die Weibchen ihres Harems daran, sich zu Männchen umzuwandeln. Stirbt ein Männchen, wandelt sich das stärkste Weibchen in wenigen Tagen zu einem Männchen um, nimmt das äußere Erscheinungsbild und die Färbung der Männchen an und übernimmt die freigewordene Stelle. Simultaner Hermaphroditismus, das heißt die Tiere können während des gleichen Lebensabschnitts sowohl die weibliche als auch die männliche Rolle beim Laichvorgang übernehmen, tritt bei Fahnenbarschen im Unterschied zu den Zackenbarschen und den Sägebarschgattungen  Diplectrum, Hypoplectrus und Serranus nicht auf.

## Systematik
Die Fahnenbarsche wurden lange Zeit als Unterfamilie der Sägebarsche eingeordnet. In Eschmeyer's Catalog of Fishes Classification, einer Onlinedatenbank zur Fischsystematik, werden sie seit Januar 2022 als eigenständige Familie geführt.
Als wissenschaftliche Bezeichnung der Fahnenbarsche diente lange Zeit der Name Anthiinae, der 1871 durch den niederländischen Ichthyologen Pieter Bleeker geprägt wurde. Der Name ist jedoch durch eine Tribus der Laufkäfer (Anthiini Bonelli, 1813) präokkupiert. Als neuer wissenschaftlicher Name für die Fahnenbarsche wird Anthiadidae verwendet, 1861 durch den kubanischen Naturforscher Felipe Poey geprägt.

## Gattungen
Innerhalb der Familie wurden ursprünglich die meisten Arten der Gattung Anthias zugeordnet. Aufgrund neuerer taxonomischer Untersuchungen werden jedoch nur noch neun, vor allem im Atlantik lebende Arten in diese Gattung gestellt. Die meisten Arten finden sich nun in den Gattungen Plectranthias und Pseudanthias, die aus über 50 im Indopazifik lebende Arten besteht.
Für die Fahnenbarsche werden in einer im September 2018 publizierten Übersicht 29 Gattungen und 226 Arten als valide angesehen. Je fast ein Viertel dieser Arten gehören zu Pseudanthias bzw. Plectranthias.
- Acanthistius Gill, 1862
- Anatolanthias Anderson, Parin & Randall, 1990
- Anthias Bloch, 1792
- Baldwinella Anderson & Heemstra, 2012
- Caesioperca Castelnau, 1872
- Caprodon Temminck & Schlegel, 1843
- Choranthias Anderson & Heemstra, 2012
- Compsanthias Gill, 2024[7]
- Dactylanthias Bleeker, 1871
- Epinephelides Ogilby, 1899
- Giganthias Katayama, 1954
- Hemanthias Steindachner, 1875
- Holanthias Günther, 1868
- Hypoplectrodes Gill, 1862
- Lepidoperca Regan, 1914
- Luzonichthys Herre, 1936
- Meganthias Randall & Heemstra, 2006
- Mirolabrichthys Herre, 1927[8]
- Nemanthias Smith, 1954[8]
- Odontanthias Bleeker, 1873
- Othos Castelnau, 1875
- Plectranthias Bleeker, 1873
- Pronotogrammus Gill, 1863
- Pseudanthias Bleeker, 1871
- Pyronotanthias Gill, 2022[8]
- Rabaulichthys Allen, 1984
- Sacura Jordan & Richardson, 1910
- Selenanthias Tanaka, 1918
- Serranocirrhitus Watanabe, 1949
- Tosana Smith & Pope, 1906[9]
- Tosanoides Kamohara, 1953
- Trachypoma Günther, 1859

Bisher gibt es keine phylogenetischen Untersuchungen zur inneren Systematik der Fahnenbarsche. Einige Wissenschaftler unterteilen sie in zwei Sektionen, eine mit einer ursprünglichen Merkmalsausprägung und eine mit einer weiter entwickelten Merkmalsausprägung. Die Sektionen lassen sich anhand der Zahl der Hauptschwanzflossenstrahlen, der Morphologie ihrer Schuppen und der Zahl ihrer Supraneuralia (Neuralfortsätze) unterscheiden, wobei die Gattungen der ursprünglichen Sektion 17 Hauptschwanzflossenstrahlen und drei Supraneuralia besitzen, während es bei den weiter entwickelten Gattungen 15 Hauptschwanzflossenstrahlen und zwei Supraneuralia sind. Acanthistius, Caprodon, Hypoplectrodes, Lepidoperca, Plectranthias und Trachypoma gehören zu den Gattungen mit ursprünglichen Merkmalsausprägungen, Anatolanthias, Anthias, Baldwinella, Choranthias, Hemanthias, Holanthias, Luzonichthys, Meganthias, Odontanthias, Pronotogrammus und Rabaulichthys bilden die Sektion mit der abgeleiteten Merkmalsausprägung. Innerhalb der Sektion mit ursprünglichen Merkmalsausprägung gelten die Gattungen Acanthistius und Trachypoma als besonders primitiv und die Zugehörigkeit von Acanthistius zu den Fahnenbarschen wird inzwischen in einigen Veröffentlichungen in Frage gestellt. Der US-amerikanische Zoologe Henry Weed Fowler hat für Acanthistius schon im Jahr 1951 eine eigenständige Unterfamilie eingeführt, die Acanthistiinae.